# Чідера Келіт Аніх
Чідера Келіт Аніх (англ. Chidera Kelit Anih; нар. 1 жовтня 2001) — нігерійський футболіст, лівий захисник.

## Життєпис
Футболом розпочав займатися в місті Енугу. На дитячому рівні грав за клуби «Зола» та «Джей-1», а на юнацькому рівні захищав кольори столичного «Футбольного коледжу Абуджі». Двічі визнавався найкращим захисником команди.
6 листопада 2019 року підписав контракт з «Металістом 1925». Дебютував у футболці харківського клубу 29 червня 2020 року в переможному (4:1) домашньому поєдинку 21-го туру Першої ліги проти «Черкащини». Чідера вийшов на поле на 59-й хвилині, замінивши Вадима Жука. Під час зимової перерви в сезоні 2020/21 покинув харківський клуб.
23 березня 2021 року став гравцем іншого клубу Першої ліги, краматорського «Авангарда».